# Hans Toussaint
Hans Toussaint (* 2. Februar 1902 in Essen; † 12. Juni 1977 in Essen-Rüttenscheid) war ein deutscher Volkswirt und Politiker (CDU).

## Ausbildung und berufliche Tätigkeiten
Toussaint wurde als Sohn eines Polizeibeamten geboren. Nach dem Besuch der Volks- und der Humboldt-Oberrealschule (heute Frida-Levy-Gesamtschule) machte er 1921 das Abitur. Er nahm ein Studium der Volkswirtschaft an der Universität zu Köln auf, welches er 1925 mit dem Examen als Diplom-Kaufmann sowie mit der Promotion zum Dr. rer. pol. beendete.
Er war seit 1922 Mitglied der katholischen Studentenverbindung K.D.St.V. Rheinland Köln.
Toussaint war kurzzeitig beim Rheinisch-Westfälischen Kohlen-Syndikat tätig und wurde anschließend, aufgrund seiner Heirat mit Erna Reeke, als Großhandelskaufmann Mitinhaber der Firma Reeke & Walger in Essen sowie Geschäftsführer der Eko-Lebensmittel GmbH ebenfalls in Essen.

## Politik

### Wirtschaftliche Ämter
Ab 1945 war Toussaint Mitglied der Vollversammlung der Industrie- und Handelskammer für die Stadtkreise Essen, Mülheim an der Ruhr und Oberhausen, ab 1946 Mitglied des Präsidiums der IHK und später einer der stellvertretenden Präsidenten. Er war zudem Mitglied des Bundesverbandes des deutschen Groß- und Außenhandels sowie Vorstandsmitglied des deutschen Nahrungsmittelgroßhandels. Außerdem war er Präsident der Freiwilligen Handelskette AFU in Mannheim, seit 1945 Präsident der Wirtschaftsvereinigung Groß- und Außenhandel Nordrhein-Westfalen und Präsident der 1968 gegründeten Filmförderungsanstalt. Auch wurde er 1968 Präsident der Bürgergesellschaft Essen von 1879.

### Gründungsmitglied der Essener CDU
Toussaint gehörte 1946 mit Heinrich Strunk, Josef Aust und anderen zu den Gründern der Essener CDU, woraufhin er wenig später deren Kreisvorsitzender war. 1967 wurde er Ehrenvorsitzender auf Lebenszeit.

### Essener Oberbürgermeister
Am 29. Juni 1945 wurde Toussaint Mitglied des Bürgerausschusses für die Gesamtstadt Essen. Darauf folgte die Mitgliedschaft im von der Militärregierung am 6. Februar 1946 ernannten Rat. Am 30. Oktober des Jahres wurde er in den Rat der Stadt Essen gewählt und blieb bis 1975 deren Mitglied. Dort war er zeitweise Vorsitzender der CDU-Fraktion.
Am 4. Dezember 1949 wurde Toussaint als Nachfolger von Gustav Heinemann mit 67,9 Prozent der gültigen Stimmen gegen Wilhelm Nieswandt (SPD), da fünf vorherige Wahlgänge keine Entscheidung brachten, in öffentlicher Wahl direkt von den Bürgern zum Oberbürgermeister von Essen gewählt. Da Gustav Heinemann sein Amt bereits im August 1949 niedergelegt hatte, da er zum Justizminister ernannt worden war, wurde Josef Aust zwischenzeitlich solange Stadtoberhaupt, bis der neu gewählte Oberbürgermeister Toussaint sein Amt antrat. 1954 wurde Toussaint erneut gewählt und 1956 durch Nieswandt abgelöst.

### Landtags- und Bundestagsabgeordneter
Vom 20. April 1947 bis 1958 war Toussaint Mitglied im Nordrhein-Westfälischen Landtag und von 1957 bis 1969 Mitglied im Deutschen Bundestag und vertrat den Wahlkreis Essen III im Parlament.
Im Februar 1952 setzte er sich zusammen mit mehreren Landtagsabgeordneten für ein Gesetz zur Amnestie aller im Zusammenhang mit dem Zweiten Weltkrieg begangenen Straftaten ein.

## Ehrungen

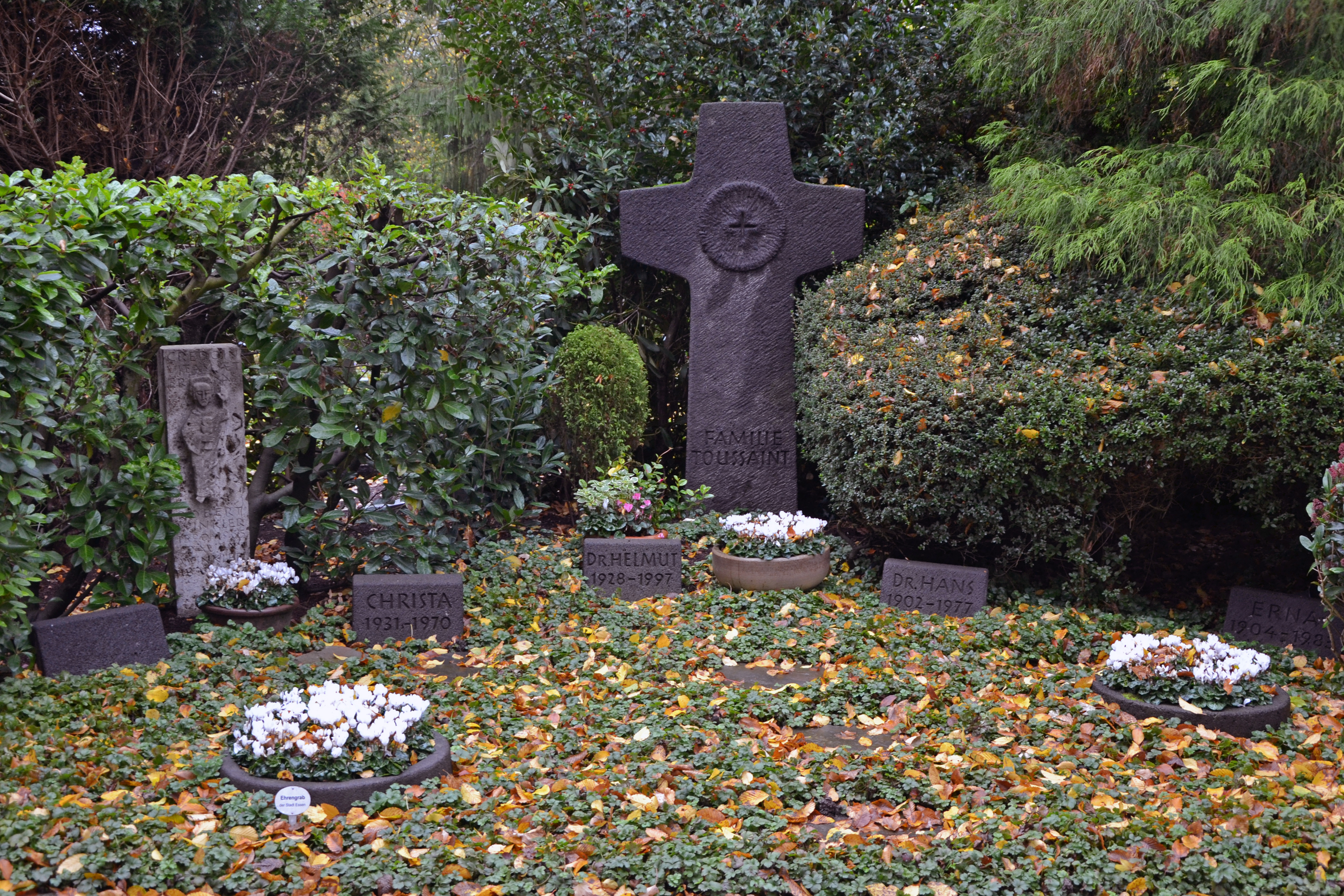
Gruft der Familie Toussaint auf dem Friedhof Bredeney, Ehrengrab der Stadt Essen

- 1953: Ehrenbürgerschaft der Technischen Hochschule Aachen
- 1962: Großes Bundesverdienstkreuz
- 1963: Ehrendoktorwürde der Wirtschafts- und Sozialwissenschaftlichen Fakultät der Universität Köln
- 1966: Kammer-Ehrenzeichen in Gold der IHK Essen
- 1966: Ehrenplakette der Stadt Essen
- 1969: Ehrenmedaille der deutschen Filmwirtschaft in Gold
- 19. Juli 1970: Ehrenring der Stadt Essen
- Ehrengrab der Stadt Essen auf dem Friedhof Bredeney
- posthum am 17. August 1994: Hans-Toussaint-Platz in Essen